# 徳島新聞テレビ夕刊
『徳島新聞テレビ夕刊』（とくしましんぶん-ゆうかん）は、1982年4月2日まで四国放送（四国放送テレビ）で放送されていた夕方のニュース番組である。

## 番組概要
以前まで平日夕方にも放送された『徳島新聞ニュース』に変わってスタート。1982年4月2日をもって終了、後継番組は現在も続く『フォーカス徳島』。